# William T. Barry
William Taylor Barry, född 5 februari 1784 i Lunenburg County, Virginia, död 30 augusti 1835 i Liverpool, var en amerikansk politiker. Han representerade delstaten Kentucky i båda kamrarna av USA:s kongress, först i representanthuset 1810–1811 och sedan i senaten 1815–1816. Han var viceguvernör i Kentucky 1820–1824 och USA:s postminister 1829–1835.
Barry utexaminerades 1803 från The College of William & Mary. Han studerade sedan juridik och inledde 1805 sin karriär som advokat i Kentucky. Kongressledamoten Benjamin Howard avgick 1810 och demokrat-republikanen Barry fyllnadsvaldes till representanthuset. Han efterträddes 1811 av Henry Clay som bytte kammare från senaten till representanthuset. Barry deltog i 1812 års krig. Han efterträdde sedan 1814 George Walker i senaten. Han efterträddes 1816 som senator av Martin D. Hardin.
Barry tillträdde 1820 som viceguvernör. Han efterträddes 1824 av Robert B. McAfee. Barry var delstatens statssekreterare (Secretary of State of Kentucky) 1824-1825. Han gick med i demokraterna och tjänstgjorde som postminister i Andrew Jacksons kabinett. Barry avgick 1835 för att tillträda som chef för USA:s diplomatiska beskickning i Spanien. Han var på väg till Madrid då han sommaren 1835 avled i Liverpool.